# Mistrzostwa Europy w Lekkoatletyce 2016 – bieg na 200 m mężczyzn
Bieg na 200 metrów mężczyzn – jedna z konkurencji biegowych rozgrywanych podczas lekkoatletycznych mistrzostw Europy na Olympisch Stadion w Amsterdamie.
Do rywalizacji nie przystąpił obrońca tytułu mistrzowskiego z poprzednich mistrzostw, Brytyjczyk Adam Gemili.

## Rekordy
Tabela prezentuje rekord świata, rekord Europy, rekord mistrzostw Europy, najlepsze osiągnięcie na Starym Kontynencie, a także najlepszy rezultat na świecie w sezonie 2016 przed rozpoczęciem mistrzostw.
|                                        | Zawodnik                 | Wynik | Miejsce    | Data                  |
| -------------------------------------- | ------------------------ | ----- | ---------- | --------------------- |
| Rekord świata                          | Usain Bolt               | 19,19 | Berlin     | 20 sierpnia 2009(dts) |
| Rekord Europy                          | Pietro Mennea            | 19,72 | Meksyk     | 12 września 1979(dts) |
| Rekord mistrzostw Europy               | Konstandinos Kienderis   | 19,85 | Monachium  | 9 sierpnia 2002(dts)  |
| Najlepszy wynik na świecie w 2016 roku | LaShawn Merritt          | 19,78 | Nassau     | 16 kwietnia 2016(dts) |
| Najlepszy wynik w Europie w 2016 roku  | Nethaneel Mitchell-Blake | 19,95 | Tuscaloosa | 14 maja 2016(dts)     |

## Najlepsze wyniki w Europie
Poniższa tabela przedstawia 10 najlepszych rezultatów na Starym Kontynencie w 2016 roku tuż przed rozpoczęciem mistrzostw
| Poz. | Zawodnik                   | Reprezentacja   | Wynik | Data i miejsce        |
| ---- | -------------------------- | --------------- | ----- | --------------------- |
| 1.   | Nethaneel Mitchell-Blake   | Wielka Brytania | 19,95 | 14 maja, Tuscaloosa   |
| 2.   | Churandy Martina           | Holandia        | 20,11 | 19 czerwca, Amsterdam |
| 3.   | Aleixo Platini Menga       | Niemcy          | 20,27 | 14 maja, Clermont     |
| 3.   | Christophe Lemaitre        | Francja         | 20,27 | 2 czerwca, Rzym       |
| 5.   | James Ellington            | Wielka Brytania | 20,31 | 30 kwietnia, Clermont |
| 5.   | Eseosa Desalu              | Włochy          | 20,31 | 26 czerwca, Rieti     |
| 7.   | Likurgos-Stefanos Tsakonas | Grecja          | 20,36 | 20 maja, Ostrawa      |
| 8.   | Adam Gemili                | Wielka Brytania | 20,37 | 19 czerwca, Bruksela  |
| 9.   | Serhij Smełyk              | Ukraina         | 20,40 | 19 czerwca, Łuck      |
| 10.  | Julian Reus                | Niemcy          | 20,41 | 14 maja, Clermont     |

Pogrubioną czcionką oznaczono zawodników, którzy wystartują na tych mistrzostwach.

## Terminarz
| Data    | Godzina |            |
| ------- | ------- | ---------- |
| 7 lipca | 11:20   | Eliminacje |
| 8 lipca | 18:50   | Półfinały  |
| 8 lipca | 20:35   | Finał      |

## Rezultaty

### Eliminacje
Z biegu w eliminacjach zwolnieni zostali zawodnicy plasujący się w czołowej „12” list europejskich w sezonie 2016.

Źródło: european-athletics.org
| Miejsce | Bieg | Tor | Zawodnik            | Reprezentacja   | Czas  | Uwagi |
| ------- | ---- | --- | ------------------- | --------------- | ----- | ----- |
| 1.      | 3    | 2   | Solomon Bockarie    | Holandia        | 20,55 | Q     |
| 1.      | 1    | 7   | Bruno Hortelano     | Hiszpania       | 20,55 | Q     |
| 3.      | 1    | 8   | Karol Zalewski      | Polska          | 20,69 | Q     |
| 4.      | 2    | 4   | Alex Wilson         | Szwajcaria      | 20,80 | Q     |
| 5.      | 2    | 8   | Davide Manenti      | Włochy          | 20,82 | Q     |
| 5.      | 3    | 5   | David Lima          | Portugalia      | 20,82 | Q     |
| 7.      | 1    | 5   | Méba-Mickaël Zézé   | Francja         | 20,84 | Q     |
| 8.      | 1    | 6   | Johan Wissman       | Szwecja         | 20,96 | q     |
| 9.      | 3    | 8   | Antonio Infantino   | Włochy          | 20,99 | Q     |
| 10.     | 2    | 1   | Ján Volko           | Słowacja        | 21,00 | Q     |
| 11.     | 2    | 6   | Hensley Paulina     | Holandia        | 21,04 | q     |
| 12.     | 2    | 5   | Robin Erewa         | Niemcy          | 21,05 | q     |
| 13.     | 1    | 3   | Marcus Lawler       | Irlandia        | 21,06 | q     |
| 13.     | 3    | 3   | Tom Kling-Baptiste  | Szwecja         | 21,06 | q     |
| 15.     | 3    | 1   | Ihor Bodrow         | Ukraina         | 21,13 |       |
| 16.     | 3    | 4   | Robin Vanderbemden  | Belgia          | 21,17 |       |
| 17.     | 1    | 4   | Ionut Andrei Neagoe | Rumunia         | 21,18 |       |
| 18.     | 1    | 2   | Zharnel Hughes      | Wielka Brytania | 21,21 |       |
| 19.     | 1    | 1   | Samuli Samuelsson   | Finlandia       | 21,36 |       |
| 20.     | 3    | 7   | Silvan Wicki        | Szwajcaria      | 21,41 |       |
| 21.     | 2    | 7   | Witalij Korż        | Ukraina         | 21,49 |       |
| 22.     | 3    | 6   | Gábor Pásztor       | Węgry           | 21,60 |       |
| 23.     | 2    | 3   | Marek Niit          | Estonia         | 21,93 |       |
| 24.     | 2    | 2   | Mikel de Sa         | Andora          | 22,74 |       |

### Półfinały
| Miejsce | Bieg | Tor | Zawodnik                   | Reprezentacja   | Czas  | Uwagi |
| ------- | ---- | --- | -------------------------- | --------------- | ----- | ----- |
| 1.      | 2    | 4   | Daniel Talbot              | Wielka Brytania | 20,37 | Q, SB |
| 2.      | 3    | 7   | Bruno Hortelano            | Hiszpania       | 20,39 | Q, NR |
| 2.      | 3    | 6   | Solomon Bockarie           | Holandia        | 20,39 | Q, PB |
| 4.      | 2    | 3   | Churandy Martina           | Holandia        | 20,44 | Q     |
| 5.      | 2    | 5   | Davide Manenti             | Włochy          | 20,46 | q     |
| 5.      | 3    | 3   | Nethaneel Mitchell-Blake   | Wielka Brytania | 20,46 | q     |
| 7.      | 3    | 5   | Likurgos-Stefanos Tsakonas | Grecja          | 20,48 |       |
| 8.      | 2    | 7   | Karol Zalewski             | Polska          | 20,69 |       |
| 8.      | 1    | 5   | Ramil Guliyev              | Turcja          | 20,69 | Q     |
| 10.     | 1    | 7   | Alex Wilson                | Szwajcaria      | 20,71 | Q     |
| 11.     | 3    | 4   | Serhij Smełyk              | Ukraina         | 20,76 |       |
| 12.     | 2    | 8   | Méba-Mickaël Zézé          | Francja         | 20,81 |       |
| 13.     | 2    | 6   | Julian Reus                | Niemcy          | 20,83 |       |
| 14.     | 2    | 2   | David Lima                 | Portugalia      | 20,86 |       |
| 15.     | 1    | 3   | Jaysuma Saidy Ndure        | Norwegia        | 20,92 |       |
| 16.     | 3    | 8   | Antonio Infantino          | Włochy          | 20,93 |       |
| 17.     | 1    | 6   | Eseosa Desalu              | Włochy          | 20,94 |       |
| 18.     | 3    | 1   | Robin Erewa                | Niemcy          | 20,98 |       |
| 19.     | 1    | 4   | Aleixo Platini Menga       | Niemcy          | 21,06 |       |
| 20.     | 1    | 2   | Ján Volko                  | Słowacja        | 21,28 |       |
| 21.     | 1    | 1   | Marcus Lawler              | Irlandia        | 21,33 |       |
| 22.     | 3    | 2   | Tom Kling-Baptiste         | Szwecja         | 21,34 |       |
| 23.     | 1    | 8   | Hensley Paulina            | Holandia        | 23,49 |       |
| 24 !    | 2    | 1   | Johan Wissman              | Szwecja         | DNF   |       |

### Finał
| Miejsce | Tor | Zawodnik                 | Reprezentacja   | Czas  | Uwagi |
| ------- | --- | ------------------------ | --------------- | ----- | ----- |
| 1 !     | 6   | Bruno Hortelano          | Hiszpania       | 20,45 |       |
| 2 !     | 3   | Ramil Guliyev            | Turcja          | 20,51 |       |
| 3 !     | 5   | Daniel Talbot            | Wielka Brytania | 20,56 |       |
| 4.      | 4   | Solomon Bockarie         | Holandia        | 20,56 |       |
| 5.      | 1   | Nethaneel Mitchell-Blake | Wielka Brytania | 20,60 |       |
| 6.      | 2   | Davide Manenti           | Włochy          | 20,66 |       |
| 7.      | 7   | Alex Wilson              | Szwajcaria      | 20,70 |       |
| –       | 8   | Churandy Martina         | Holandia        | DSQ   |       |